# Кузьминское (усадьба)
Кузьминское — усадьба, расположенная в селе Кузьминское Домодедовского района Московской области.

## История
Основана в XVII веке в небольшом селе Кузьминское, оно было владением А. С. Чепрунова, которое в 1664 году было куплено С. П. Наумовым для обустройства родового имения. После возвращения с севера Наумов начал подготовку к строительству усадьбы. Всё время существования усадьбы, она не меняла владельцев, в 1700 году здесь же Наумов и скончался, похоронен в построенном им же храме, сохранившийся до наших дней. В XIX веке усадьба принадлежала Д. А. Наумову. При нём была построена земская больница. Потомки Наумова владели усадьбой до революции 1917 года. До нас дошли заброшенный Т-образный двухэтажный господский дом, двор с флигелями и служебные здания XIX века, действующая каменная Знаменская церковь построенная в 70-х годах XVII века, лиловый парк с прудами, липовая аллея, постройки усадебного комплекса не сохранились, у церкви находится могила Д. А. Наумова.
В советский период в усадьбе находился Психоневрологический стационар, работавший до конца 1990-х гг. Позже был перенесён в поселок Белые Столбы. Снос инфраструктуры стационара произведён не был. В 1935—1936 гг. сняты церковные колокола, в 1937 году храм был закрыт, его настоятель протоиерей Александр Парусников был расстрелян. Во время перестройки храм открыли, зимой 1989 года служение возобновилось.